# Коллюм
Коллюм (нід. Kollum) — село в нідерландській провінції Фрисландія. Входить до муніципалітету Північно-Східна Фрисландія.
Його площа становить 14,97 км², а населення станом на 2021 рік складало 5 720 осіб.

## Галерея

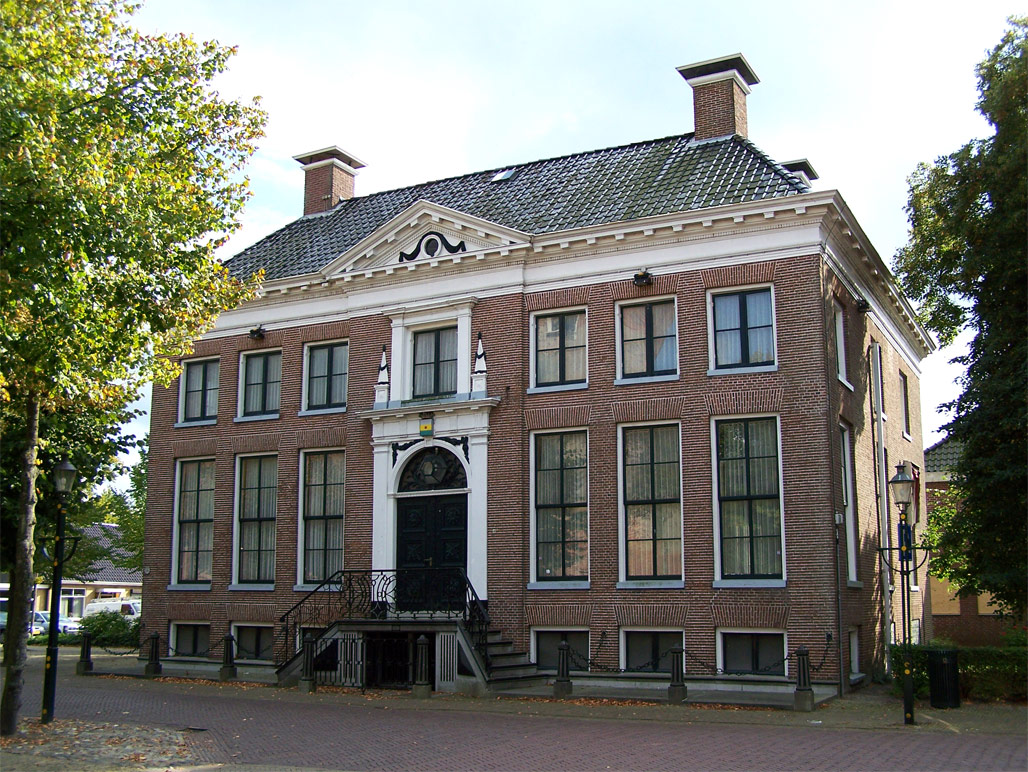
Будівля колишньої мерії
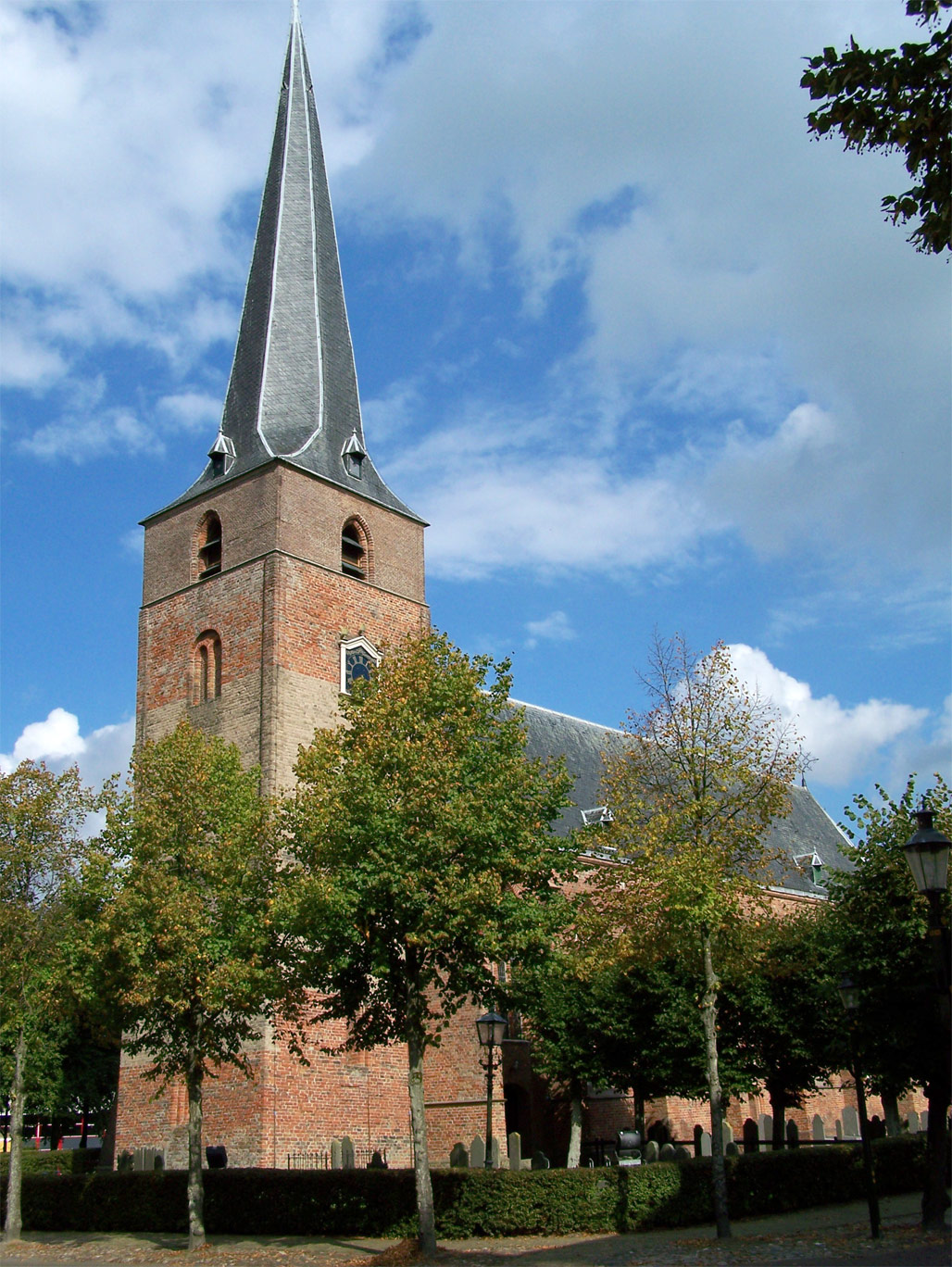
Церква св. Мартіна
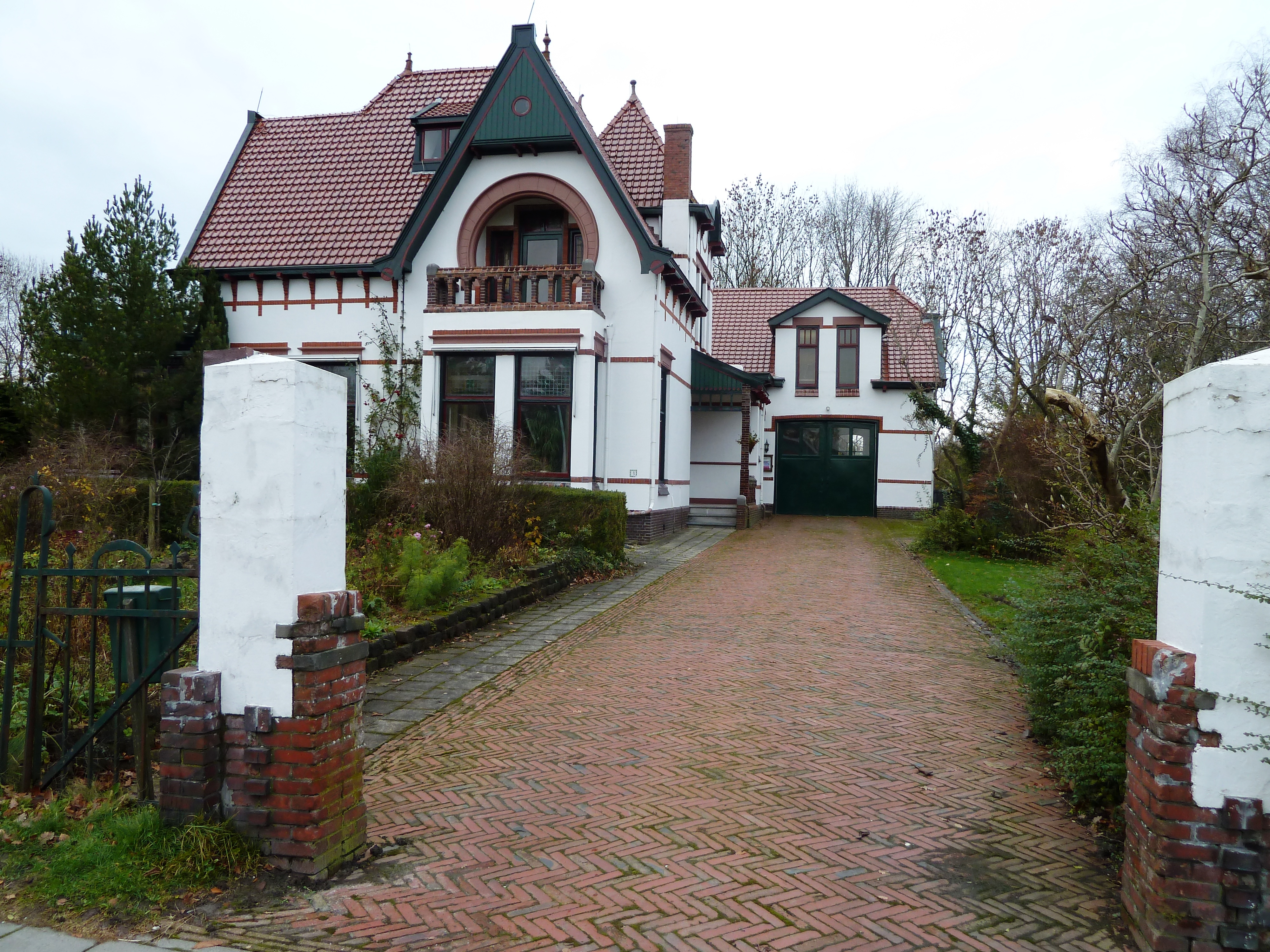
Будинок у селі
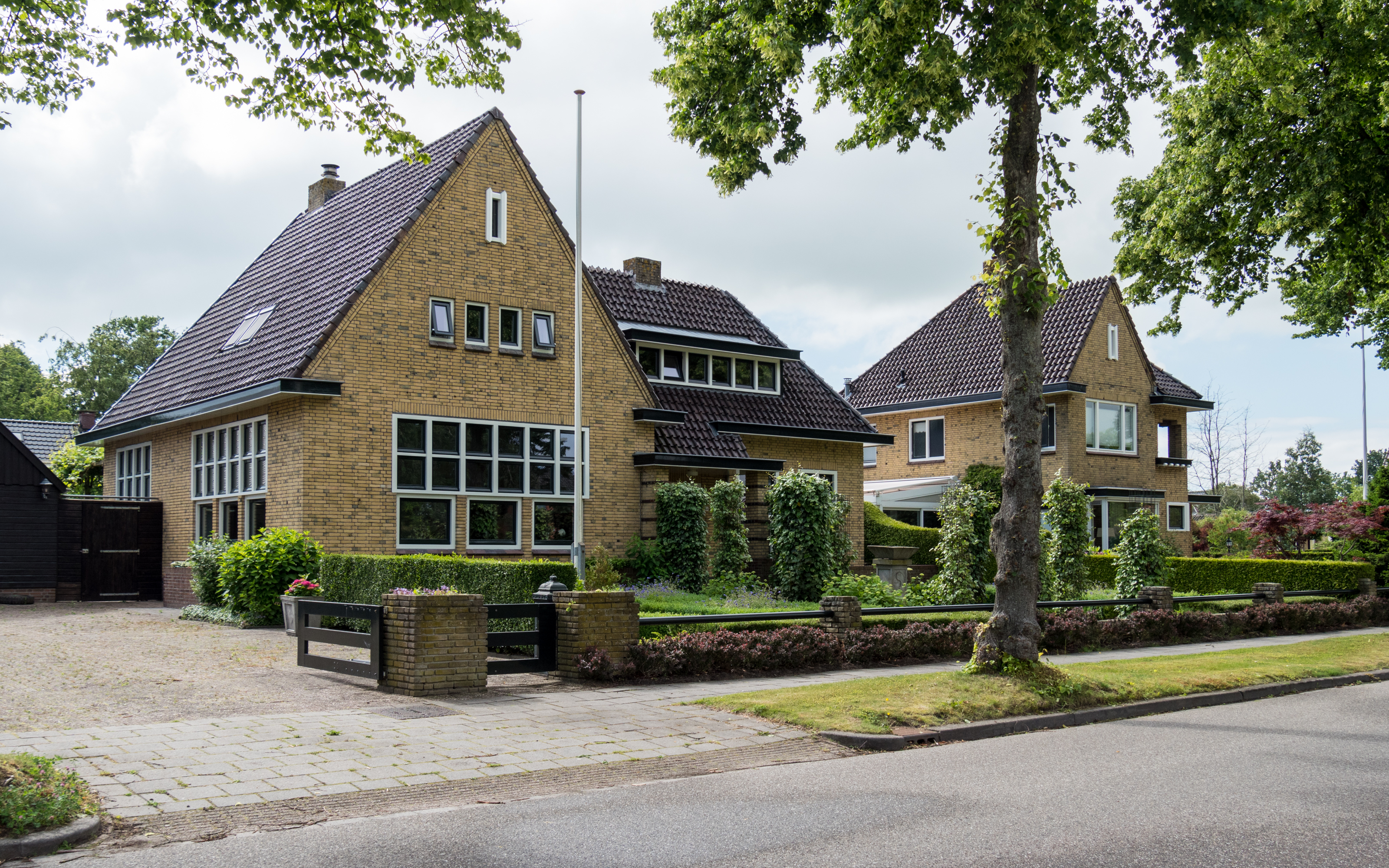
Будинок у селі
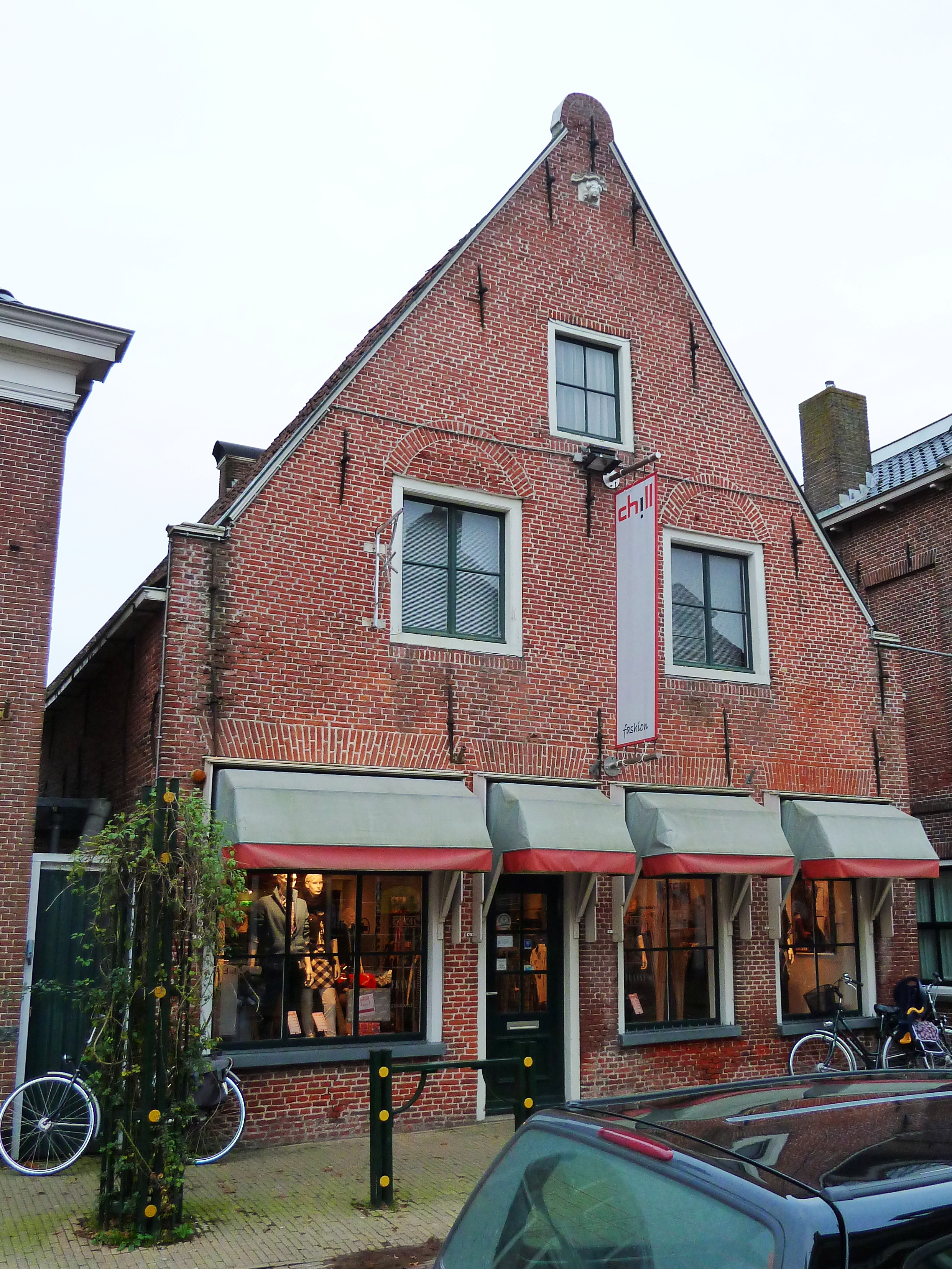
Будинок у селі